# Resident Evil 3: Nemesis
Resident Evil 3: Nemesis (v Japonsku známá jako Biohazard 3: Last Escape) je videohra typu 3D akční adventura (survival horor) japonské firmy Capcom. Byla vydána 22. září 1999 pro Dreamcast, GameCube, PlayStation a Windows.

## Popis
Hlavní postava se jmenuje Jill Valentine, je to bývalá policistka, která byla svědkem počátku úniku T-viru v prvním dílu. Procházíte zdemolovaným americkým městem jménem Raccoon City, čelíte útokům nejrůznějších zmutovaných monster a řešíte zapeklité hádanky a postupně odkrýváte zajímavý příběh.
Zpočátku vlastníte jen několik zbraní, ale váš inventář není neomezen. Do ruky dostanete třeba magnum, granátomet a bazuku. Rovněž se také musíte starat o dostatek střeliva, kterého není nikdy dost.
V důsledku nákazy T-virem zemřelo téměř 99 % obyvatel města. Setkáte se ale i s pár živými lidmi, jako je Carlos Olivera a další členové jeho jednotky USBC, která má oficiálně pomoci přeživším z města, ale ve skutečnosti má zahladit stopy po viru a odstranit svědky, jako je i Jill. Mimo monster se ve městě nachází i Nemesis, biologická zbraň, monstrum, které má za úkol odstranit členy S.T.A.R.S. (Strategicko Taktického a Záchranného Týmu), který pronikl do tajemství společnosti Umbrella. Smrtící vir se jmenuje T-virus, je to virus, který provádí drobné změny v DNA zasaženého organismu, takže po nákaze se z dotyčného po smrti (kterou může způsobit samotná nákaza) stane zombie. Jako tvůrce viru se dají označit dva vědci. Albert Wesker a Wiliem Birkin. Nakonec Umbrella město srovná se zemí takticko-nukleární zbraní a vše ututlá a popře. Řekne, že vybuchla jaderná elektrárna, která se nachází v Raccoon City. Jediní přeživší jsou Jill, Ada, Leon, Claire, Sheery, Hunk, Carlos, Barry a osazenstvo Residet Evilu Outbreaku, jehož děj je též zasazen do městečka Raccoon City.

## Postavy
- Jill Valentine (protagonistka, první hratelná postava)
- Carlos Olivera (druhá hratelná postava, člen jednotky USBC)
- Nemesis (hlavní nepřítel hry, antagonista)
- Nicholai Ginovaef (záporák, člen USBC)